# Estação Ricardo Flores Magón
A Estação Ricardo Flores Magón é uma das estações do Metrô da Cidade do México, situada na Cidade do México, entre a Estação Romero Rubio e a Estação San Lázaro. Administrada pelo Sistema de Transporte Colectivo, faz parte da Linha B.
Foi inaugurada em 15 de dezembro de 1999. Localiza-se na Avenida Oceanía. Atende os bairros Moctezuma 2ª sección e Revolución, situados na demarcação territorial de Venustiano Carranza. A estação registrou um movimento de 1.957.061 passageiros em 2016.